# Armeeabteilung Kempf
Il Distaccamento d'armata Kempf (tedesco: Armeeabteilung Kempf) fu un'unità militare della Wehrmacht, costituita il 21 febbraio 1943 nel settore meridionale del fronte orientale della Seconda guerra mondiale. La denominazione di questo raggruppamento prende il nome dal generale Werner Kempf, l'ufficiale che ne assunse il comando al momento della sua costituzione.
Le dimensioni di questa nuova unità erano superiori a quelle di un normale corpo d'armata, ma comunque inferiori a quelle di un'armata; per tale motivo si diede al contingente la denominazione di distaccamento d'armata.
Il Distaccamento d'armata Kempf fu organizzato dal feldmaresciallo Erich von Manstein (comandante dell'Heeresgruppe Süd) attorno alla potente divisione Großdeutschland, un'unità dotata di oltre 100 carri armati del tipo più moderno, tra cui alcuni Tiger. L'impiego di questo raggruppamento avrebbe avuto uno scopo sostanzialmente offensivo, nel più ampio contesto della controffensiva tedesca dell'inizio del 1943. Le truppe comandate da Kempf svolsero un ruolo importante nel successo tedesco, penetrando in profondità sull'ala sinistra del Gruppo d'armate Sud e spingendosi verso Borisovka e Belgorod.
Nel corso della successiva Operazione Cittadella, il Distaccamento d'armata Kempf operò sul fianco destro del dispositivo d'attacco tedesco, con l'obiettivo di supportare la 4. Panzerarmee: il III. SS-Panzerkorps partì all'attacco da Belgorod nella notte tra il 4 ed il 5 luglio 1943; le altre due unità sotto il comando di Kempf (l'XI. e il XLII. Armeekorps) avrebbero invece mantenuto le posizioni e coperto il fianco dell'avanzata.
L'insuccesso nella manovra di accerchiamento contro i sovietici portò i vertici militari tedeschi ad interrompere l'attacco verso Kursk. Il Distaccamento d'armata Kempf ritornò sulle sue posizioni assieme alle altre unità dell'Heeresgruppe Süd.
Il 22 agosto 1943 il Distaccamento d'armata Kempf fu ufficialmente sciolto; il suo staff e le sue divisioni furono assegnate alla nuova 8. Armee, anch'essa inquadrata sotto nell'Heeresgruppe Süd.

## Ordine di battaglia nella battaglia di Kursk
- III. Panzerkorps
  - 6. Panzer-Division
  - 7. Panzer-Division
  - 19. Panzer-Division
  - 168. Infanterie-Division
- XI. Armeekorps
  - 106. Infanterie-Division
  - 198. Infanterie-Division
  - 320. Infanterie-Division
- XXXXII. Armeekorps
  - 39. Infanterie-Division
  - 161. Infanterie-Division
  - 282. Infanterie-Division